# Morti nel 1525
| Questa pagina contiene informazioni ricavate automaticamente dalle voci biografiche con l'ausilio del template Bio e di un bot. L'aggiornamento è periodico e automatico e ricostruisce completamente la pagina. Se manca una persona in questa lista, sei pregato di non aggiungerla, ma accertati piuttosto che la sua voce biografica contenga il template Bio e che i dati anagrafici siano correttamente compilati. Se il template Bio manca, inseriscilo tu stesso o, in alternativa, metti l'avviso {{tmp\|Bio}} che ne segnala la mancanza. Se i dati riportati sono sbagliati, correggi direttamente la voce biografica; le modifiche saranno visibili in questa lista entro pochi giorni. Per chiarimenti vedi il progetto biografie. La lista contiene solo le 74 persone che sono citate nell'enciclopedia e per le quali è stato implementato correttamente il template Bio. Pagina aggiornata al 10 mag 2025. |

## Gennaio(2)
- 14 gennaio - Franciabigio, pittore italiano (n. 1484)
- 15 gennaio - Pietro Dolfin, abate, umanista e teologo italiano (n. 1444)

## Febbraio(10)
- 24 febbraio - Guillaume Gouffier de Bonnivet, militare francese
- 24 febbraio - Fanfulla da Lodi, condottiero italiano (n. 1477)
- 24 febbraio - Jacques de La Palice, militare francese
- 24 febbraio - Richard de la Pole, nobile inglese (n. 1480)
- 24 febbraio - Étienne Poncher, arcivescovo cattolico e diplomatico francese (n. 1446)
- 24 febbraio - Louis de la Trémoille, generale francese (n. 1460)
- 24 febbraio - Francesco di Lorena, nobile e militare francese (n. 1506)
- 25 febbraio - Girolamo Landriani, politico, giurista e religioso italiano
- 25 febbraio - Galeazzo Sanseverino, nobile e condottiero italiano
- 28 febbraio - Cuauhtémoc, sovrano azteco (n. 1496)

## Marzo(2)
- 3 marzo - Thomas de Foix-Lescun, militare francese
- 6 marzo - Ludovico Ricchieri, umanista italiano (n. 1469)

## Aprile(4)
- 3 aprile - Giovanni di Bernardo Rucellai, scrittore italiano (n. 1475)
- 10 aprile - David Ghirlandaio, pittore italiano (n. 1452)
- 11 aprile - Carlo IV d'Alençon, nobile francese (n. 1489)
- 13 aprile - Nunziato d'Antonio, pittore italiano (n. 1468)

## Maggio(6)
- 5 maggio - Federico il Saggio, nobile (n. 1463)
- 9 maggio - Gregor Reisch, umanista, scrittore e enciclopedista tedesco
- 12 maggio - Anna di Meclemburgo-Schwerin, contessa (n. 1485)
- 18 maggio - Pietro Pomponazzi, filosofo e umanista italiano (n. 1462)
- 20 maggio - Alonso Fernández de Lugo, militare spagnolo
- 27 maggio - Thomas Müntzer, pastore protestante tedesco (n. 1489)

## Giugno(3)
- 10 giugno - Florian Geyer, generale tedesco
- 10 giugno - Tosa Mitsunobu, pittore giapponese (n. 1434)
- 29 giugno - Alfonso Ariosto, diplomatico italiano (n. 1475)

## Luglio(3)
- 5 luglio - Giovanni di Brandeburgo-Ansbach, nobile tedesco (n. 1493)
- 26 luglio - Mario Equicola, umanista e scrittore italiano
- 27 luglio - Guillén-Ramón de Vich y de Vallterra, cardinale e vescovo cattolico spagnolo

## Agosto(2)
- 4 agosto - Andrea della Robbia, scultore e ceramista italiano (n. 1435)
- 10 agosto - Giano Fregoso, doge (n. 1455)

## Settembre(2)
- 17 settembre - Arcangela Panigarola, religiosa italiana (n. 1468)
- 23 settembre - Giovanni Gonzaga, condottiero italiano (n. 1474)

## Ottobre(2)
- 3 ottobre - Sigismondo Gonzaga, cardinale italiano (n. 1469)
- 10 ottobre - Thomas West, VIII barone De La Warr, nobile britannico (n. 1457)

## Novembre(1)
- 17 novembre - Eleonora di Viseu, regina (n. 1458)

## Dicembre(3)
- 3 dicembre - Fernando Francesco d'Avalos, condottiero italiano (n. 1490)
- 13 dicembre - Giannozzo Pandolfini, vescovo cattolico italiano
- 30 dicembre - Jacob Fugger, banchiere e mercante tedesco (n. 1459)

## Senza giorno specificato(34)
- Jorge de Albuquerque, militare portoghese
- Giovanni Maria Angiolello, viaggiatore italiano (n. 1451)
- Beatrice Appiano, nobildonna italiana (n. 1482)
- Antongaleazzo Bentivoglio, italiano (n. 1472)
- Ortolano, pittore italiano
- Bernardino Bergognone, pittore italiano
- Boccaccio Boccaccino, pittore italiano
- Antonio Bon, politico italiano (n. 1462)
- Franceschino Boxilio, pittore italiano
- Giovanni Bracalone de Carlonibus, condottiero italiano
- Coanacoch
- Demetrio Franco, presbitero e storico albanese (n. 1443)
- Ulrich Fugger il Giovane, banchiere e mercante tedesco (n. 1490)
- Alejo García, esploratore portoghese
- Bernardo Giambullari, poeta italiano (n. 1450)
- Giovanni da Vigo, medico e chirurgo italiano (n. 1450)
- Fra Giovanni da Verona, intarsiatore, miniatore e scultore italiano
- Giulio Gonzaga, condottiero italiano
- Melchiorre Guerriero, italiano (n. 1468)
- João de Lisboa, esploratore portoghese (n. 1470)
- Pierfrancesco de' Medici il Giovane, banchiere italiano (n. 1487)
- Michelangelo di Pietro Membrini, pittore italiano
- Pietro II di Rohan Gié, nobile francese
- Luigi Bigi Pittorio, religioso e poeta italiano
- Tommaso Rodari, scultore e architetto svizzero (n. 1460)
- Romanello da Forlì, condottiero italiano
- Benedetto Rusconi, pittore italiano (n. 1460)
- Renato di Savoia-Villars, nobile italiano (n. 1468)
- Lucio Cristoforo Scobar, umanista e linguista italiano (n. 1460)
- Lambert Simnel, britannico (n. 1477)
- Michael Sittow, pittore estone
- Song Suqing, diplomatico giapponese
- Giovanni Villamarino, vescovo cattolico italiano
- Rhys ap Thomas, militare gallese (n. 1449)